# محمد عبد الحميد (سباح)
محمد عبد الحميد سباح سوداني سابق ولد في 24 ديسمبر 1980 في مدينة الخرطوم في السودان كان متخصص في السباحة الحرة شارك في دورة الألعاب الاولمبية الصيفية 2000 في سيدني.

## روابط خارجية
- محمد عبد الحميد على موقع الاتحاد الدولي للسباحة (الإنجليزية)
- محمد عبد الحميد على موقع أوليمبيديا (الإنجليزية)